# ガイ・スティール・ジュニア
ガイ・ルイス・スティール・ジュニア（英: Guy  Lewis Steele, Jr.、1954年10月2日 - ）はアメリカ合衆国の計算機科学者であり、3つの書籍の著者として知られている。あだ名は The Great Quux。ジャーゴンファイルの編集者でもあったが、その後エリック・レイモンドが改版したときにはガイ・スティール・ジュニアのイラスト付きの序文が寄せられた（MIT出版局）。Scheme 言語の共同開発者としても知られている。

## 略歴
ガイ・スティール・ジュニアはミズーリ州生まれ。1972年、ボストン・ラテン・スクールを卒業し、ハーバード大学で学士号（1975年）、マサチューセッツ工科大学で計算機科学の修士号（1977年）と博士号（1980年）を取得している。シンキングマシンズ社に入る前にカーネギーメロン大学で計算機科学の助教授をつとめていた。
シンキングマシンズ社でシニアサイエンティストを務め、LISP 言語の並列版 *Lisp（） の開発に関わった。1994年、サン・マイクロシステムズに移り、ビル・ジョイに要請されて設計が終わったばかりの Java チームの一員となった。というのも、スティールは既存の言語の素晴らしい解説を素早く書き上げることで有名だったからである。Java 言語仕様をまとめる一方で、スティールは並列アルゴリズムの研究、実装戦略、アーキテクチャおよびソフトウェアサポートの責任者に任ぜられた。2005年、スティールはサンで新たなチームを率いて新しいプログラミング言語 Fortress の開発を開始した。これは、FORTRAN を置換することを目的とした高性能言語である。

## 業績
スティールは LISP 言語とその実装に関する論文をいくつも発表している。彼の最も重要な貢献は（ジェラルド・サスマンと共同での）Scheme 言語の設計である。また、Emacs のオリジナルのコマンド群を設計し、TeX を世界で初めて移植した（WAITS から ITS へ）。他にも、コンパイラや並列処理や言語に関する論文を発表している。彼の書いた歌が コミュニケーションズ・オブ・ジ・アソシエーション・フォー・コンピューティング・マシーネリー誌に掲載されたことがある。
彼は ANSI でのプログラミング言語標準化にも参加している（C言語、FORTRAN、Common Lisp）。また、IEEEでの Scheme 言語標準化のワーキンググループにも参加している。サン・マイクロシステムズでの高性能 FORTRAN フォーラムを主催し、1993年5月に High Performance Fortran の仕様を作り上げた。

## 著書
- Guy L. Steele Jr.他『Common LISP 言語仕様書』井田昌之・後藤英一訳、共立出版、1986年10月。ISBN 4-320-02271-8。
  - Guy L. Steele Jr.『COMMON LISP 第2版』井田昌之翻訳監修、共立出版、1992年6月。ISBN 4-320-02588-1。
- サミュエル・P・ハービソン、ガイ・L・スティール共著『詳説C言語 H&Sリファレンス』斎藤信男監訳、日本ソフトバンク出版事業部、1989年5月。ISBN 4-89052-050-3。
  - サミュエル・P・ハービソン、ガイ・L・スティール共著『新・詳説C言語 H&Sリファレンス』斎藤信男監訳、ソフトバンク出版事業部〈ソフトバンク・ブックス〉、1994年3月。ISBN 4-89052-506-8。
- ガイ・L・スティール・ジュニアほか『ハッカー英語辞典』犬伏茂之訳、自然社〈自然社ペーパーバックス〉、1989年10月。ISBN 4-7825-7006-6。
  - Eric S. Raymond編 編『ハッカーズ大辞典』Guy L. Steele Jr.絵、福崎俊博訳、アスキー〈ASCII books〉、1995年7月。ISBN 4-7561-0374-X。 - 原著（The new Hacker's dictionary）第2版の翻訳。
  - Eric S. Raymond編 編『ハッカーズ大辞典』Guy L. Steele Jr.絵、福崎俊博訳（改訂新版）、アスキー〈ASCII books〉、2002年6月。ISBN 4-7561-4084-X。 - 原著（The new Hacker's dictionary）第3版の翻訳。
- ジェイムス・ゴスリン、ビル・ジョイ・ガイ・スティール『Java言語仕様』村上雅章訳、アジソン・ウェスレイ・パブリッシャーズ・ジャパン、1997年12月。ISBN 4-7952-9670-7。
  - ジェームズ・ゴスリン、ビル・ジョイ・ガイ・スティール・ギッラード・ブラーハ『Java言語仕様』村上雅章訳（第3版）、ピアソン・エデュケーション、2006年12月。ISBN 4-89471-715-8。
- サムエル・P・ハービソン3世、ガイ・L・スティール・ジュニア『S・P・ハービソン3世とG・L・スティール・ジュニアのCリファレンスマニュアル』玉井浩訳、エスアイビー・アクセス、2008年10月。ISBN 978-4-434-12423-5。

## 受賞
1988年、ACMグレース・ホッパー賞を受賞した。1994年には ACM のフェローに選ばれた。2005年、Dr. Dobb's Journal 誌のエクセレンス・イン・プログミング賞を受賞した。